# TikTok Awards 2021 (Brasil)
La 1ª edición de los TikTok Awards se realizó el 15 de diciembre de 2021 en el Teatro Alfa, en São Paulo. La ceremonia se transmitió en vivo en el perfil de TikTok Brasil y fue conducida por Sabrina Sato. La ceremonia premió a los creadores de contenido en la plataforma. Los nominados fueron revelados el 29 de noviembre de 2021.

## Presentaciones
| Artistas)     | Canción                  |
| ------------- | ------------------------ |
| Ludmilla      | "Socadona" "Joga Duro"   |
| Marina Sena   | "Por Supuesto" "Me Toca" |
| Gloria Groove | "A Queda"                |

## Ganadores y nominados
Los ganadores aparecen en negrita.
|  | Indica el ganador dentro de cada categoría. |

| Entregou Tudo na For You | Vídeo do Ano, Check |
| --- | --- |
| - Bárbara Coura - Jügoa - Pk - Jess Bonfioli - Raphael Vicente - Ruivinha de Marte - Andressah Catty - Matheus Costa - Camilla de Lucas - Ramana Borba - Vanessa Lopes - Camila Pudim - Fefe - Marcela Montellato - Rebeca Barreto - Pequena Lo - Diego - Vittor Fernando - Isaías, @isaias; - Mathy Lemoss                                                                                           | - Mada e Bica - Julia Reis - Lucas Mariano - Franklin Medrado - Lucas Cunha - Rebeca Andrade - Vovôs TikTokers - Abud - Jügoa - Orlandinho O Rei do Piseiro           |
| Hit do Ano | #AprendaNoTikTok |
| - "Nada Contra (Ciúme)" – Clarissa - "Bipolar" – MC Don Juan, MC Davi e MC Pedrinho - "MDS" – Kawe e Lele JP - "Tipo Gin" – Kevin o Chris - "Não, Não Vou" – Mari Fernandez - "Apaga Luz, Apaga Tudo" – Mc Topre, DJ TS e DJ Duarte - "Passinho Debochado" – Dan Ventura - "Coração Cachorro" – Ávine Vinny e Matheus Fernandes - "Liberdade" – DJ GBR, Alok e MC Don Juan - "Galopa" – Pedro Sampaio | - Ana Cristina - Tiago Valente - Patrick - Mr Bean da Matemática - Kananda Eller                                                                                      |
| Rindo até 2022 | Chegou Brilhando |
| - Thallysson Borges - João Ferdnan - Jandson - Julia Rossi - Keira | - Ary Fontoura - Lázaro Ramos - Mariana Xavier - Maisa - Larissa Manoela                                                                                              |
| Joga y joga | Profissão: Gamer |
| - Raquel Freestyle - Lucas Freestyle - Dida Footz - Daniel Braune - Wanderson Silva | - Pedro Caxa - Nala - Gabi e Mari - David Bertassi - Tiago Leifert |
| Eu Não Nasci, Eu Estreei | Hitou no TikTok |
| - Ananda - Mari Fernandez - Marina Sena - João Gomes - Marcynho Sensação | - Ruivinha de Marte - Péricles - Luísa Sonza - Grupo Menos é Mais - Lucas Silveira (Fresno)                                                                           |
| Credo, Que Delícia | Trava na Beleza |
| - Bia - Debora Gomes - Thallita Xavier - Patrício Carvalho - Gabriel Bernardes | - Arthur Freixo - Mirella Qualha - Amanda Pieroni - Marco - Verenaf                                                                                                   |
| Resenha de Viagem | POV |
| - Amandinha - Laís e Renan - Marina e Michel - Daniel - Marcos Vaz | - Anna Luiza - Nic - Jotta - Nicolas Avansini - Nayuriabe |
| Dueta Comigo | Deu Show |
| - "React dança Virginia" com Vitu Channel e Vanessa Lopes - "Underêrê Jazz" com Andressah Catty, Erika Affonso, Vitor Torres e Zac Rose - "Genro Bonito" com Lucca e Julie Mendes - "Como chama isso na sua cidade?" com Lua Magalhães e Clarito - "Gkay reage a palavras difíceis" com Gkay e Cyan Marie                                                                                             | - MC Nau - Gabriel Zoldan - Manu Della Monica - Vitor Torres - Jordan e Mel                                                                                           |
| Nunca foi Coadjuvante | Good Video Well Played |
| - Dona Maria (mãe do Pk) - Seu Zé (pai do Matheus Costa) - Família do Raphael Vicente - Seu Boinha (pai do Francisco Garcia) - Lucas (noivo da Yasmin Castilho) | - "Gaming Culture Free Fire" com Bruno PH - "Meu setup gamer" com Tiago Leifert - "Gameplay COD" com Vieira - "Head Kill" com Ninext - "Gameplay Free Fire" com Cerol |
| Fofoca? Aceito | Pet do Ano |
| - John Bin - Matheus Baldi - Vitor Guergui - Nikita - Mari | - Malcom - Gudan, o Husky Cinzento - Mada e Bica - Kiliquinha - JansenGato                                                                                            |
| Musa das Trends | |
| - Virgínia | |